# Henriëtte Bosmans
Henriëtte Hilda Bosmans (6 de desembre del 1895, Amsterdam–2 de juliol del 1952, Amsterdam) fou una compositora i pianista neerlandesa.

## Biografia
Bosmans va néixer a Amsterdam el 1895. Era filla d'Henri Bosmans, violoncel·lista principal de la Concertgebouw Orquestra, i de la pianista Sara Benedicts, professora de piano a l'Amsterdam Conservatory.
Son pare va morir quan ella havia complert només 8 mesos. Rep classes de piano de la seva mare i el 1913 aconsegueix el diploma de piano Societat per a l'Avanç de Toonkunst. El 1915 va fer el debut com a solista amb l'Utrecht Municipal Orchest dirigida per Min Wouter Hutschenruyter. Esdevingué una pianista cèlebre durant els anys 20; actuà arreu d'Europa. Entre altres llocs, va fer concerts a Monteux, Mengelberg i Ansermet. Posteriorment, va fer una gira d'uns 22 concerts amb la Concertgebouw Orquestra com a solista durant els anys 1929 i 1949.
Bosmans va començar estudis de composició amb Jan Willem Kersbergen i més tard amb Cornelis Dopper, amb qui estudia orquestració (1921–22) i, a partir d'aquí, escriu la seva primera obra orquestral, Poème (1923). Més tard, continua els estudis amb Willem Pijper (1927–30). També se sap de Bosmans que va mantenir una bona amistat amb el compositor anglès Benjamin Britten.
Bosmans va tenir relacions amoroses tant amb homes com amb dones. Una de les seves relacions fou durant el període entre 1920 i 1927 amb la violoncel·lista i compositora neerlandesa Frieda Belinfante, la qual era una reconeguda lesbiana i membre de la Resistència neerlandesa durant la Segona Guerra Mundial. El 1923 va estrenar el Segon Concert per a violoncel de Bosmans. Més tard, es va comprometre amb el violista Francis Koene, que va morir d'un tumor cerebral l'any 1934, abans que s'haguessin pogut casar.
La Segona Guerra mundial fa que la seva carrera musical s'aturi. Bosmans es nega a convertir-se en una membre de la Cambra de Cultura nazi, i només pot treballar en secret. Durant la guerra desenvolupa una amistat amb el recitador Charlotte Köhler.
Els últims anys de la seva vida, Bosmans té una relació amb la cantant francesa Noemie Perugia, per a la qual va escriure una sèrie de cançons entre els anys 1949 i 1952, abans de la seva mort.
Bosmans va morir l'any 1952 a causa d'un càncer d'estómac a Amsterdam, on va ser enterrada al cementiri de Zorgvlied.

## Obres
- Arietta (1917) per a viola i piano
- Sonata (1919) per a violoncel i piano
- Poème (1923) per a violoncel i orquestra, dedicada a Marix Loevensohn
- Impressions (1926) per a violoncel i acompanyament de piano
- Tres cançons sobre text alemany (1927) per a mezzosoprano i piano
- Quartet de corda (1927)
- Concertino (1928) per a piano i orquestra
- Concertstuk (1929) per a flauta i orquestra de cambra
- Doodenmarsch (1945) "marxa fúnebre"
- Lead, kindly Light (1945) per a soprano i piano
- Cançons de Maria Lecina (1950) soprano i piano

## ElPremiHenriëtte Bosmans
L'Henriëtte Bosmans Prize és un premi per a potenciar els compositors holandesos joves. El premi consisteix en 2.500 € i una actuació, va començar a atorgar-se des del 1994 fins als nostres dies per la Societat de Compositors holandesos.